# Onogurowie
Onogurowie (zwani też Hunno-Gundurami) – plemię bułgarskie zamieszkujące w VI i VII wieku ziemie położone nad Morzem Czarnym nad Kubaniem. Turecka nazwa plemienia wywodzi się od słowa on-yghur i oznacza „10 sprzymierzonych plemion”.
Krótki okres świetności Onogurów przypada na pierwszą połowę VII wieku, kiedy słabnąć zaczęło imperium Turkutów. Twórcą związku był Orchan, któremu w 619 roku udało się nawiązać stosunki dyplomatyczne z Bizancjum. Ochrzczony w Konstantynopolu i uznany przez cesarza Herakliusza patrycjuszem rzymskim, zawarł z Bizancjum przymierze wymierzone w Awarów. Jego następca Kubrat usamodzielnił się spod wpływów Turkutów i podporządkował sobie ziemie Utigurów leżące pomiędzy Kubaniem a Donem, a następnie po pokonaniu w 635 roku Awarów również położone dalej na zachód ziemie Kutigurów. Utworzone przez Kubrata państwo przetrwało niewiele poza jego śmierć. Pomiędzy 660 a 670 rokiem rozpadło się pod uderzeniem Chazarów. Rozpadł się tym samym związek Onogurów.